# 梅乌丹
梅乌丹（法語：Méhoudin，法語發音：[meudɛ̃] ⓘ）是法国奥恩省的一个市镇，属于阿朗松区。

## 地理
梅乌丹（48°30'4"N, 0°23'5"W）面积3.85 平方千米，位于法国诺曼底大区奧恩省，该省份为法国西北部内陆省份，北起顺时针与卡爾瓦多斯省、厄尔省、厄尔-卢瓦省、萨尔特省、马耶讷省和芒什省接壤。
与梅乌丹接壤的市镇（或旧市镇、城区）包括：马德雷、圣于连迪泰鲁、圣旺勒布里苏、马塞堡、里沃当代讷。

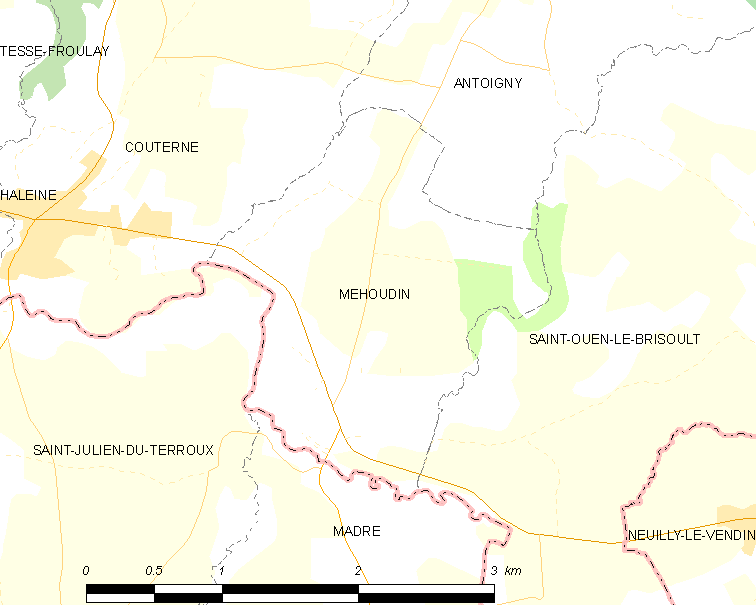
梅乌丹的OSM定位图

梅乌丹的时区为UTC+01:00、UTC+02:00（夏令时）。

## 行政
梅乌丹的邮政编码为61410，INSEE市镇编码为61257。

## 政治
梅乌丹所属的省级选区为马尼勒代塞尔县。

## 人口

1962-2008年间梅乌丹人口变化图示

梅乌丹于2022年1月1日时的人口数量为121人。